# 108
| 108                |
| ------------------ |
| Dødsfald - Fødsler |
|                    |

| Gregoriansk kalender | 108 CVIII               |
| Ab urbe condita      | 861                     |
| Armensk kalender     | I/T                     |
| Kinesiske kalender   | 2804 – 2805 丁未 – 戊申 |
| Etiopisk kalender    | 100 – 101               |
| Jødisk kalender      | 3868 – 3869             |
| Hindukalendere       |                         |
| - Vikram Samvat      | 163 – 164               |
| - Shaka Samvat       | 30 – 31                 |
| - Kali Yuga          | 3209 – 3210             |
| Iransk kalender      | 514 BP – 513 BP         |
| Islamisk kalender    | 530 BH – 529 BH         |

Se også 108 (tal)